# Ischnotoma (Ischnotoma) skuseana
Ischnotoma (Ischnotoma) skuseana is een tweevleugelige uit de familie langpootmuggen (Tipulidae). De soort komt voor in het Australaziatisch gebied.